# Calle Chiquita
La calle Chiquita es una vía pública de la ciudad española de Vitoria.

## Descripción
La vía, que discurre desde el cantón de Santa María hasta la calle de la Correría, ostenta el título de «calle Chiquita» desde el siglo XIV o el XV, pues antes había formado parte del barrio de Santo Domingo. Aparece descrita en la Guía de Vitoria (1901) de José Colá y Goiti con las siguientes palabras:

Calle Chiquita.—Nombre primitivo. Se le dió este título en el siglo XIV, y antes era parte del Barrio de Santo Domingo. Principia en el cantón de Santa María y concluye en la calle de la Correría.
(Colá y Goiti, 1901, p. 33)

Nació y vivió en el portal número 14 el profesor, periodista, publicista, político, académico y dibujante Ricardo Becerro de Bengoa (1845-1902), que acostumbraba a reunir en aquel domicilio una tertulia literaria. En la calle está también la casa armera de los Gobeo-Guevara y San Juan.